# Vegan Impact
Vegan Impact est une association antispéciste et abolitionniste française loi de 1901 fondée en 2015, qui a pour but la promotion du véganisme, le bien être et la défense des animaux.

## Historique
L'association loi de 1901 Vegan Impact a été fondée en novembre 2015 par Alexandra Blanc, à la suite de son départ du collectif 269 Life dont elle était la porte-parole durant deux années.
Alexandra Blanc est actuellement la présidente et la porte-parole de Vegan Impact, dont le siège social est situé à Saint-Cloud.

## Objectifs
Le but premier de Vegan Impact est de promouvoir le véganisme ; ses trois principaux axes de travail sont les animaux, la santé et l'environnement. 
La finalité de l'association est l'abolitionnisme, à savoir une société sans consommation de produits animaux.

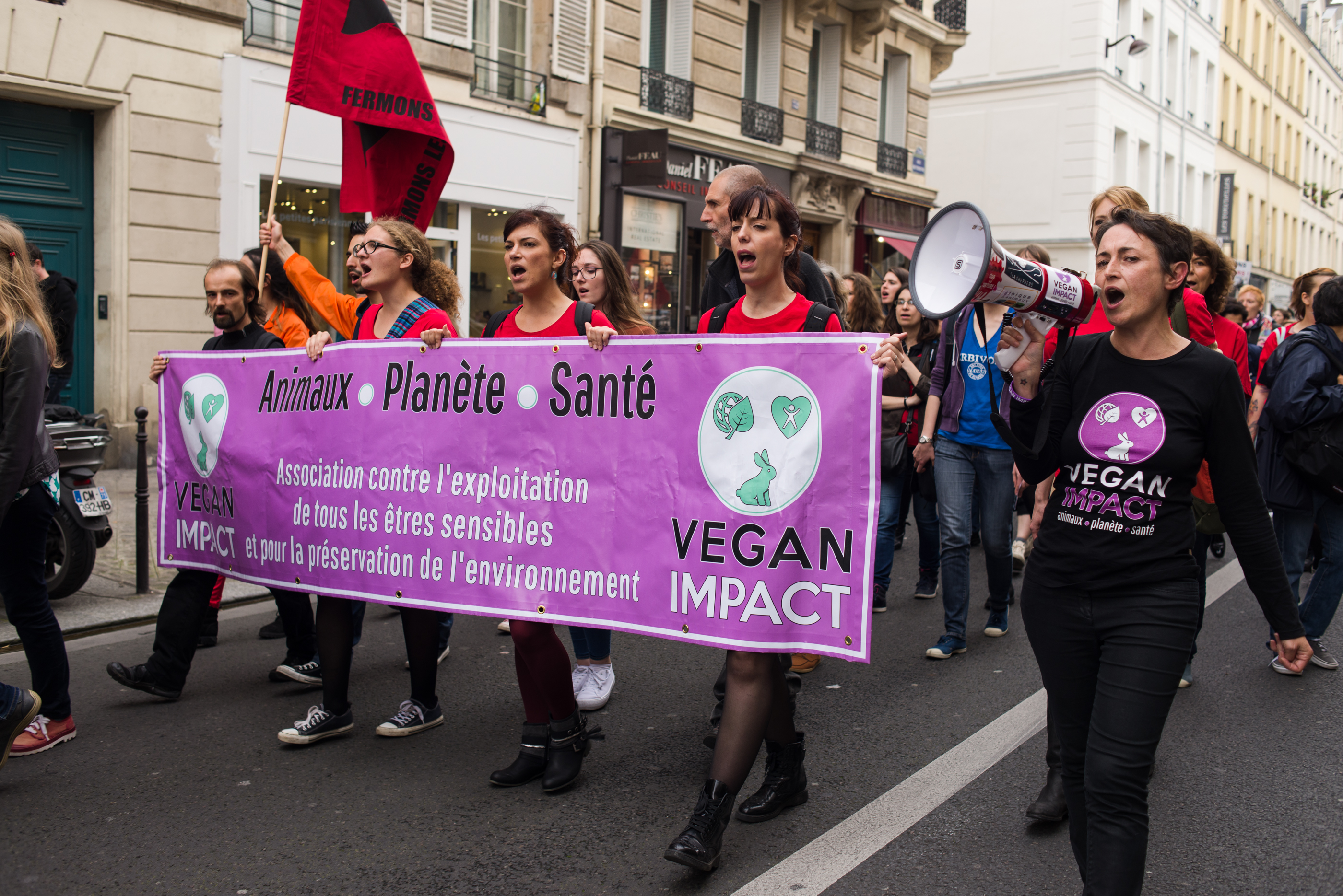
Des militants de Vegan impact défilent lors de la marche pour la fermeture des abattoirs, le 4 juin 2016 à Paris

## Actions de sensibilisation

### Manifestations devant les groupes d'intérêt
Ces rassemblements prennent pour cible tout organisme ou lobby promouvant la consommation de produits animaux comme la viande, le poisson et les produits laitiers, ainsi que toute marque qui en assure la distribution.
Ces actions permettent à Vegan Impact de réaffirmer son projet d’une reconversion végétale de l’alimentation humaine auprès des organes du pouvoir, des industriels et producteurs, mais aussi d’engager un dialogue direct avec des consommateurs,.

### Actions «poissonnerie et boucherie»
Lors de ces actions qui sont organisées à proximité de boucheries et poissonneries, les militants de Vegan Impact vont à la rencontre directe des consommateurs, pour les sensibiliser au sort des animaux qu’ils mangent,.

### Interventions et débats
L'association intervient également en milieu scolaire, professionnel ou universitaire et lors de meetings écologiques, pour dresser un constat et proposer d'adopter des solutions simples, en plaçant la santé, l’environnement et les animaux au centre du débat.[réf. souhaitée]

### Actions de vidéo-sensibilisation

#### Actions «Earthlings»
Lors de ces actions qui tiennent place dans le métro parisien mais également dans d’autres villes françaises et européennes, des documentaires antispécistes tels qu'Earthlings ou Dominion sont diffusés sur des écrans, afin de confronter le public à la réalité de la souffrance animale.

#### Actions «Animal moVIES»

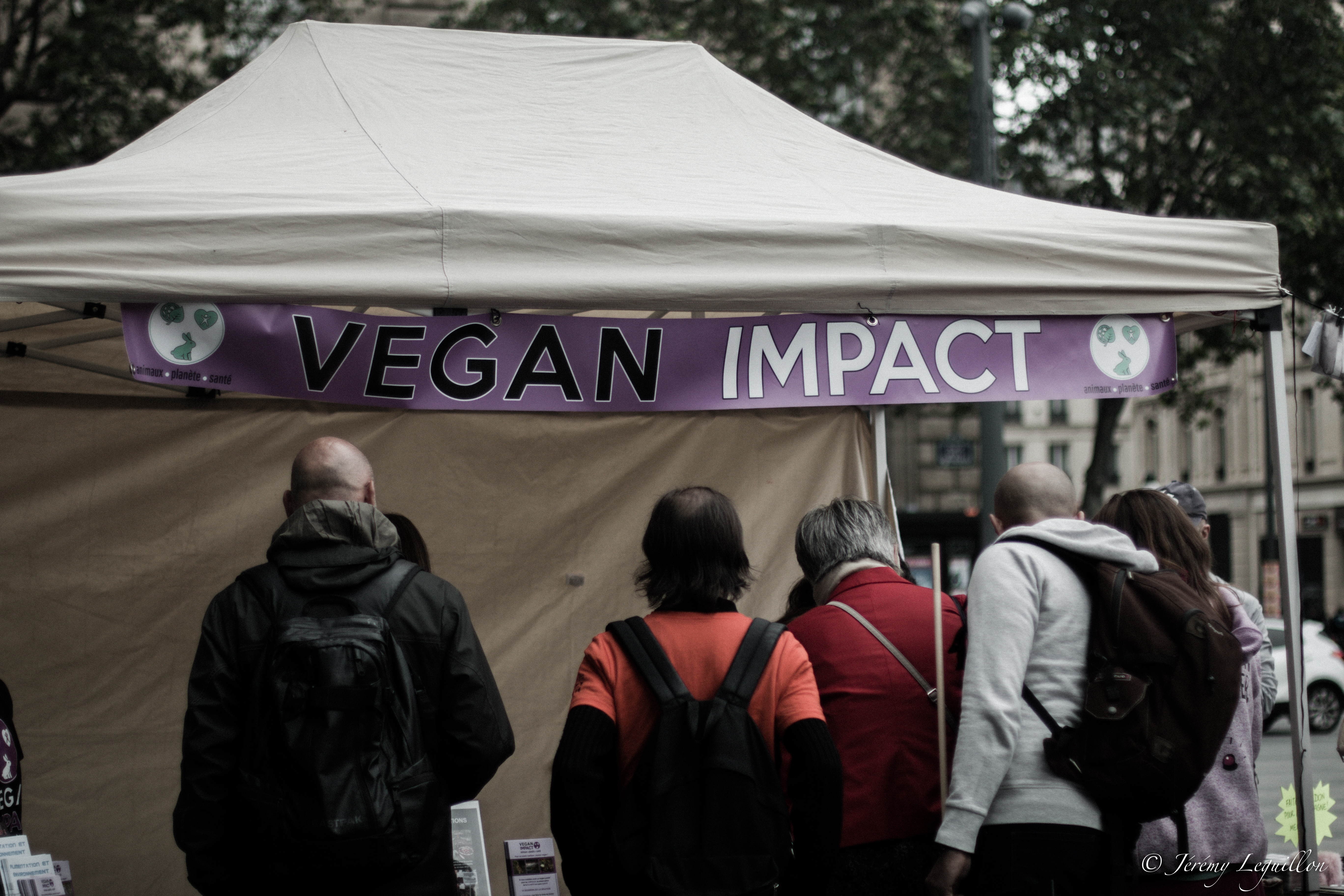
Comptoir d’information lors de la manifestation pour la fermeture des abattoirs du 4 juin 2016, à Paris

Durant ces actions qui tiennent place dans la rue, les militants diffusent des vidéos d’animaux utilisés dans l’industrie de l’alimentation, l’habillement, la recherche ou les activités de loisir, afin d’alerter les passants sur le sort qui est réservé à ces derniers. Un happening, avec panneaux, distribution de tracts et un comptoir d’information, vient renforcer le dispositif vidéo.